# Mberande
Mberande je řeka na Šalomounových ostrovech, na ostrově Guadalcanal, jejíž délka činí asi 150 km. Pramení u jižního okraje Guadalcanalu, 5 km na východ od hory Popomanaseu (její nadmořská výška je 2 335 m) a teče až na sever, kde se vlévá do Šalomounského moře. Její tok je velmi klikatý. Na dolním toku tvoří deltu: rozštěpuje se na dvě ramena. 

## Sídla při řece
- Karoururu, Komuvadha, Komukea, Nová Tua